# NGC 7436
NGC 7436 (również PGC 70124 lub UGC 12269) – galaktyka eliptyczna (E M), znajdująca się w gwiazdozbiorze Pegaza. Odkrył ją William Herschel 2 grudnia 1784 roku.
W jej pobliżu widoczna jest galaktyka spiralna PGC 70123. Część katalogów jako obiekt NGC 7436 uznaje tę parę galaktyk, poszczególne składniki nazywając NGC 7436A i NGC 7436B.